# Theta Persei
Theta Persei (13 Persei) é uma estrela na direção da constelação de Perseus. Possui uma ascensão reta de 02h 44m 11.69s e uma declinação de +49° 13′ 43.2″. Sua magnitude aparente é igual a 4.10. Considerando sua distância de 37 anos-luz em relação à Terra, sua magnitude absoluta é igual a −2.61. Pertence à classe espectral F7V.